# Гурки (Городокский район)
Гурки (бел. Гу́ркі) — деревня в Бычихинском сельсовете Городокского района Витебской области Белоруссии. До 2013 года деревня была центром Гуркинского сельсовета.

## География
Находится в 6 верстах южнее посёлка Езерище на берегу речки Дубовка.
В 5 верстах к востоку находилась исчезнувшая деревня Ольшаники.

## Достопримечательность
- Военное кладбище —  Историко-культурная ценность Республики Беларусь, шифр 213Д000327.[4]